# Opecoelus minor
Opecoelus minor är en plattmaskart. Opecoelus minor ingår i släktet Opecoelus och familjen Opecoelidae. Inga underarter finns listade i Catalogue of Life.